# Anaxipha amica
Anaxipha amica är en insektsart som beskrevs av Otte, D. och Perez-gelabert 2009. Anaxipha amica ingår i släktet Anaxipha och familjen syrsor. Inga underarter finns listade i Catalogue of Life.